# جورج غرون
جورج غرون، من مواليد 25 يناير 1962 في إيتربيك في بلجيكا، لاعب كرة قدم بلجيكي سابق.
لعب أولى مبارياته مع منتخب بلجيكا لكرة القدم في 13 يونيو 1984 أمام منتخب يوغسلافيا لكرة القدم، وسجّل هدفاً في تلك المباراة، وبلغ عدد مبارياته مع المنتخب 77 مباراة.
لعب جيورجيس جرون لصالح نادي أندرلخت البلجيكي، ونادي بارما الإيطالي، وكذلك نادي ريجيانا الإيطالي.

## مسيرته الكروية
لعب جورج غرون خلال مسيرته الاحترافية مع 3 أندية في خمسة عشر موسمًا وسجل خلالها 40 هدف ضمن 389 مباراة. حيث فاز في ثلاثة مواسم بالكأس وفي أربعة مواسم بالدوري.
خاض جورج غرون مسيرته مع نادي رويال أندرلخت في موسم 1982–83 في المرة الأولى ليلعب معه ثمانية مواسم ثم في موسم 1994–95 ولمدة موسمين، مشاركًا طوالها في 258 مباراة سجل خلالها 31 هدفًا. ثم انتقل إلى نادي بارما في موسم 1990–91 ليلعب معه أربعة مواسم، حيث شارك في 109 مباراة سجل خلالها 9 أهداف. لينتقل بعدها إلى نادي ريجيانا 1919 في موسم 1996–97 لمدة موسم واحد، مشاركًا في 22 مباراة ولم يسجل أي هدف.

## روابط خارجية
- جورج غرون على موقع الاتحاد الدولي (مؤرشف)  (الإنجليزية)
- جورج غرون على موقع الاتحاد الأوربي (الإنجليزية)
- جورج غرون على موقع الاتحاد البلجيكي (الإنجليزية)
- جورج غرون على موقع قاعدة بيانات كرة القدم.إي يو (الإنجليزية)
- جورج غرون على موقع ناشيونال فوتبول تيمز (الإنجليزية)
- جورج غرون على موقع Soccerway.com (الإنجليزية)
- جورج غرون على موقع عالم كرة القدم.نت (الإنجليزية)